# 後に続くを信ず
『後に續くを信ず』（あとにつづくをしんず）は、1945年（昭和20年）3月8日に公開された 戦争映画・国策映画である。

## 概要
原作は藤田清雄。香港の戦いで活躍し、ガダルカナルの戦いで友軍に「後に続くを信ず」と言い残し戦死した若林東一の伝記映画である。本作は兵士の困窮を描き、圧倒的に強力な敵軍の攻撃にあって壊滅する場面で終わるとされる。戦争の混乱でフイルムが現存しないと思われていたが、国立映画アーカイブに8分尺の上映用プリントがわずかに現存している。

## キャスト
- 長谷川一夫
- 月田一郎
- 鳥羽陽之助
- 清川荘司
- 小杉義男
- 志村喬
- 深見泰三
- 飯塚良郎
- 三田國夫
- 木崎豊
- 原文男
- 冬木京三
- 浅田健三
- 光一
- 田中春男
- 嵯峨善兵
- 進藤英太郎

## スタッフ
- 原作：藤田清雄
- 製作：山下良三[3]。
- 脚本：八住利雄
- 撮影：河崎喜久三
- 美術：北猛夫
- 録音：岡崎三千雄
- 音楽：古賀政男
- 特殊技術：圓谷英二

## その他
- 高畑勲監督による1994年のアニメ映画『平成狸合戦ぽんぽこ』の劇中終盤、権太一味が機動隊員に総攻撃をかける場面で「玉砕」と同時に「後に続くを信ず」という言葉が出てくる。